# Медаль засновників IEEE
Меда́ль засно́вників IEEE (англ. IEEE Founders Medal) — щорічна нагорода, яку вручає Інститут інженерів з електротехніки та електроніки (IEEE) за ініціативу у створенні, плануванні та адмініструванні великих проєктів в одній з галузей зацікавлень Інституту.

## Історична довідка
Нагороду засновано у 1952 році Інститутом радіоінженерів (англ. Institute of Radio Engineers, IRE). Її характер і мета випливають із надихаючого прикладу лідерства та служіння трьох засновників Інституту: Альфреда Н. Голдсміта, який був почесним директором та почесним редактором IEEE, Джона В. Л. Хогана і Роберта Маріотта. Згодом, після об'єднання Інституту з Американським інститутом інженерів-електриків (англ. American Institute of Electrical Engineers, AIEE) та утворенням Інституту інженерів з електротехніки та електроніки (IEEE), з 1963 року, її почав присуджувати цей заклад.
Нагороду спонсорує Фундація IEEE. Нагорода складається з бронзової медалі, грамоти та грошового гонорару.

## Відбір та нагородження лауреата
У процесі оцінювання номінантів беруться до уваги такі заслуги: видатне керівництво, планування або управління справами, пов’язаними з професією, адміністрування галузі та менеджмент складної наукової місії. Додатковим фактором може бути служіння IEEE, що перевищує звичайні очікування.
Дедлайн подання кандидатур: 15 червня
Лауреатів зазвичай затверджують під час листопадового засідання Ради директорів IEEE. Нагороджені та номінанти будуть повідомлені після засідання. Тоді ж висуванцям кандидатів, які не пройшли, буде повідомлено про статус їхнього висування.
Представлення та вручення медалі відбувається на щорічній церемонії нагородження IEEE.

## Список нагороджених
| Рік  | Лауреат                                 | Обґрунтування нагороди |
| ---- | --------------------------------------- | --- |
| 1953 | Давид Сарнов                            | За видатний внесок у професію радіотехніки через мудре та сміливе лідерство в плануванні та управлінні технічними розробками, які значно посилили вплив електроніки на суспільний добробут Оригінальний текст (англ.) For outstanding contributions to the radio engineering profession through wise and courageous leadership in the planning and administration of technical developments which greatly increased the impact of electronics on the public welfare. |
| 1954 | Альфред Нортон Голдсміт                 | За видатний внесок у професію радіотехніки через мудре та сміливе лідерство в плануванні та управлінні технічними розробками, які значно посилили вплив електроніки на суспільний добробутОригінальний текст (англ.) For outstanding contributions to the radio engineering profession through wise and courageous leadership in the planning and administration of technical developments which have greatly increased the impact of electronics on the public welfare. |
| 1955 | Нагорода не присуджувалась              | Нагорода не присуджувалась |
| 1956 | Нагорода не присуджувалась              | Нагорода не присуджувалась |
| 1957 | Раймонд Гейзінг                         | За його лідерство в справах Інституту, за його внесок у створення постійної штаб-квартири IRE та за створення системи професійних груп Оригінальний текст (англ.) For his leadership in Institute affairs, for his contributions to the establishment of the permanent IRE Headquarters and for originating the Professional Group system. |
| 1958 | Волтер Ренсом Гейл Бейкер               | За видатний внесок у професію радіотехніки через мудре та сміливе лідерство в плануванні та управлінні технічними розробками, які значно посилили вплив електроніки на суспільний добробут Оригінальний текст (англ.) "For outstanding contributions to the radio engineering profession through wise and courageous leadership in the planning and administration of technical developments which have greatly increased the impact of electronics on the public welfare. |
| 1959 | Нагорода не присуджувалась              | Нагорода не присуджувалась |
| 1960 | Гараден Пратт                           | За видатний внесок у професію радіотехніки через мудре та сміливе лідерство в плануванні та управлінні технічними розробками, які значно посилили вплив електроніки на суспільний добробут Оригінальний текст (англ.) For outstanding contributions to the radio engineering profession and to The Institute of Radio Engineers through wise and courageous leadership in the planning and administration of technical developments which have greatly increased the impact of еlectronics on the public welfare.                                                                                              |
| 1961 | Ральф Боун                              | За видатні заслуги в IRE та за видатний внесок у професію радіотехніки через мудре та сміливе лідерство в плануванні та управлінні технічними розробками, які значно посилили вплив електроніки на суспільний добробут Оригінальний текст (англ.) For outstanding service to the IRE and for outstanding contributions to the radio engineering profession through wise and courageous leadership in the planning and administration of technical developments which have greatly increased the impact of electronics on the public welfare.                                                                   |
| 1962 | Нагорода не присуджувалась              | Нагорода не присуджувалась |
| 1963 | Фредерік Терман                         | За видатне лідерство в організації та управлінні, а також внесок у наукові дослідження та освіту Оригінальний текст (англ.) For distinguished leadership in the organization and administration of, and contributions to, scientific research and education. |
| 1964 | Ендрю Макнотон                          | За його надихаюче лідерство та особистий внесок у галузі електротехніки та радіозв'язку Оригінальний текст (англ.) For his inspiring leadership and his personal contributions in the field of electrical engineering and radio communications. |
| 1965 | Нагорода не присуджувалась              | Нагорода не присуджувалась |
| 1966 | Елмер Вільям Енгстром                   | За його лідерство в управлінні та інтеграції програм досліджень і розробок, а також за його передбачливе застосування концепції системної інженерії для надання телебачення широкому загалу Оригінальний текст (англ.) For his leadership in management and integration of research and development programs and for his foresighted application of the systems engineering concept in bringing television to the public. |
| 1967 | Гарві Флетчер                           | За творчий внесок у науку про фізичну акустику, електротехніку та за керівні здібності в роботі провідної науково-дослідної лабораторії Оригінальний текст (англ.) For his creative contributions to the science of physical acoustics, electrical engineering, and for his management skills in the operation of a leading research laboratory. |
| 1968 | Патрік Юджин Гаґґерті                   | За видатний внесок у лідерство в професії інженерів електротехніки та електроніки, з особливим акцентом на розвиток світової промисловості напівпровідників та служінню професії, яке завдяки його внеску призвело до створення IEEE Оригінальний текст (англ.) For outstanding contributions to the leadership of the electrical and electronics engineering profession, with special reference to the development of the worldwide semiconductor industry and service to the profession through his contributions leading to the creation of the IEEE.                                                       |
| 1969 | Емметт Фінлі Картер                     | За видатний внесок у професію електротехніки та в Інститут інженерів з електротехніки та електроніки через мудре та творче лідерство в плануванні та управлінні технічними розробками в електроніці та телекомунікація Оригінальний текст (англ.) For outstanding contributions to the electrical engineering profession and to the Institute of Electrical and Electronics Engineers through wise and imaginative leadership in the planning and administration of technical developments in electronics and telecommunications.                                                                              |
| 1970 | Морріс Гувен (англ. Morris D. Hooven)   | На знак визнання багаторічного творчого лідерства в розвитку інженерії електроенергетичних систем, а також за внесок у співтоваристо інженерної освіти та в ефективне використання водних ресурсів Оригінальний текст (англ.) In recognition of many years of creative leadership in the advancement of electric power systems engineering, and for contributions to the community in engineering education and in the effective uses of water resources. |
| 1971 | Ернст Вебер                             | За лідерство в просуванні професії електротехніки та електроніки в галузі освіти, інженерних товариств, промисловості та уряду Оригінальний текст (англ.) For leadership in the advancement of the electrical and electronics engineering profession in the fields of education, engineering societies, industry and government. |
| 1972 | Ібука Масару                            | За видатне адміністративне лідерство у застосуванні твердотільних пристроїв у споживчій електроніці, що сприяло розвитку промисловості та вирізняло професію Оригінальний текст (англ.) For outstanding administrative leadership in applying solid-state devices in consumer electronics, thereby enhancing industry growth and bringing distinction to the profession." |
| 1973 | Вільям Г'юлетт і Девід Пакард           | За лідерство в розробці електронних приладів, за творче керівництво промисловою діяльністю та за безкорисливе служіння суспільствуОригінальний текст (англ.) For leadership in the development of electronic instruments, for creative management of an industrial activity, and for their unselfish public service. |
| 1974 | Лоуренс Гайленд                         | За лідерство та управління в галузі електроніки Оригінальний текст (англ.) For leadership and management in the field of electronics. |
| 1975 | Джон Гріст Брейнерд                     | За його лідерство в електроніці в галузях, що охоплюють комп'ютерні технології, високочастотні методи, інженерну освіту та національну і міжнародну стандартизацію в електротехніці Оригінальний текст (англ.) For his leadership in electronics in fields encompassing computer technology, high frequency techniques, engineering education, and national and international electrical standardization. |
| 1976 | Едвард Герольд (англ. Edward W. Herold) | За його видатний внесок у професію електротехніки в цілому, і зокрема його проникливість і лідерство в розвитку кольорового телебачення Оригінальний текст (англ.) For his outstanding contributions to the electrical engineering profession at large, and in particular his insight and leadership in the development of color television. |
| 1977 | Джером Вайснер                          | За лідерство і служіння нації та інженерним і науковим професіям у питаннях технічного розвитку, державної політики та освіти Оригінальний текст (англ.) For leadership and service to the nation and the engineering and scientific professions in matters of technical developments, public policy and education." |
| 1978 | Дональд Фінк                            | За внесок та лідерство в телевізійній, радіолокаційній і технічній журналістиці, а також за заслуги у професії електротехніки та електроніки Оригінальний текст (англ.) For contributions and leadership in television, radar and technical journalism and service to the electrical and electronics engineering profession. |
| 1979 | Ханзо Омі                               | За новаторське лідерство в комп'ютерних технологіях, заохочення міжнародного співробітництва у сфері досліджень і розробок в галузі електроніки та зв'язку, а також за віддане служіння професії електротехніка Оригінальний текст (англ.) For pioneering leadership in computer technology, the promotion of international cooperation in research and development in electronics and communications, and for devoted service to the electrical profession. |
| 1980 | Саймон Рамо                             | За внесок і лідерство в розробці, застосуванні та управлінні інженерними системами в галузі електроніки Оригінальний текст (англ.) For contributions and leadership in the development, application, and management of systems engineering in the field of electronics. |
| 1981 | Джеймс Гіллієр                          | За оригінальний внесок в електронну мікроскопію та лідерство у створенні творчого лабораторного середовища Оригінальний текст (англ.) For original contributions in electron microscopy and leadership in fostering a creative laboratory environment. |
| 1982 | Шігеру Йонезава                         | За технічний внесок у розробку багатоканальних телефонних систем УКХ та за лідерство у сприянні міжнародному співробітництву між країнами, що розвиваються, та індустріально розвиненими країнами у галузі телекомунікаційних технологій Оригінальний текст (англ.) For technical contributions in the development of VHF multichannel telephone systems, and for leadership in promoting international cooperation between developing and industrialized nations in telecommunications technologies. |
| 1983 | Джозеф Петті                            | За внесок в електронну та інженерну освіту; за керівництво в інжинірингових організаціях; і за служіння світові як радник уряду та промисловості Оригінальний текст (англ.) For contributions in electronic and engineering education; for leadership in engineering organizations; and for service to the world as an advisor to government and industry. |
| 1984 | Кодзі Кобаясі                           | За лідерство в розвитку комп'ютерних і комунікаційних технологій, їх інтеграції в сучасні мережі та всесвітнє поширення електроніки Оригінальний текст (англ.) For leadership in the development of computer and communications technologies, their integration into modern networks, and the worldwide expansion of electronics. |
| 1985 | Вільям Норріс                           | За лідерство та новаторські зусилля в розвитку комп'ютерної індустрії та за інновації в комп'ютерних технологіях Оригінальний текст (англ.) For leadership and pioneering efforts in the development of the computer industry and for innovations in computer technology. |
| 1986 | Джордж Гейлмеєр                         | За видатне лідерство в плануванні та управлінні дослідженнями та розробкою напівпровідників та електроніки Оригінальний текст (англ.) For outstanding leadership in the planning and management of semiconductor and electronics research and development. |
| 1987 | Джеймс Беверлі Оуенс                    | За зразкове та натхненне керівництво, видатне служіння та адміністративну майстерність в електроенергетиці та професії електротехніка Оригінальний текст (англ.) For exemplary and inspirational leadership, distinguished service, and administrative excellence in electric power engineering and the electrical engineering profession. |
| 1988 | Іен Манро Росс                          | За видатне керівництво AT&T Bell Laboratories, лідера в інноваціях в галузі телекомунікацій та обробки інформації Оригінальний текст (англ.) For distinguished leadership of AT&T Bell Laboratories guiding innovation in telecommunications and information processing. |
| 1989 | Айван Геттінг                           | Для керівництва критично важливими програмами та підприємствами в галузі радіолокації, передової електроніки, космосу та навігації, а також за служіння інженерній професії Оригінальний текст (англ.) For leadership of critical programs and enterprises in radar, advanced electronics, space and navigation as well as service to the engineering profession. |
| 1990 | Еріх Блох                               | За сміливе та ефективне лідерство в об'єднанні промисловості, уряду та академічних кіл у нові способи створення та підтримки інженерних досліджень та освітніх центрів по всій Америці, а також за видатний внесок у технології, особливо в комп'ютери, напівпровідники та системи Оригінальний текст (англ.) For bold and effective leadership in bringing industry, government, and academia together in new ways to establish and sustain engineering research and education centers across America, and for outstanding contributions to technology, especially in computers, semiconductors, and systems. |
| 1991 | Ірвін Доррос                            | За видатне технічне лідерство в еволюції національних телекомунікаційних мереж і впровадження великого науково-дослідного ресурсу Оригінальний текст (англ.) For distinguished technical leadership in the evolution of national telecommunications networks and the implementation of a major R&D resource. |
| 1992 | Роланд Шмітт                            | За лідерство у вирішенні проблем конкурентоспроможності та за видатний внесок у трансфер технологій Оригінальний текст (англ.) For leadership in addressing competitiveness challenges, and for outstanding contributions to technology transfer. |
| 1993 | Кен Олсен                               | За технічні та управлінські інновації та лідерство в комп'ютерній індустрії Оригінальний текст (англ.) For technical and management innovation, and leadership in the computer industry. |
| 1994 | Моріта Акіо                             | За видатне корпоративне лідерство та за інноваційний внесок у впровадження передових технологій у побутову електроніку Оригінальний текст (англ.) For distinguished corporate leadership and for a life time of innovative contributions in bringing advanced technologies to consumer electronics products. |
| 1995 | Малкольм Каррі                          | За технічне та управлінське лідерство в електронній промисловості Оригінальний текст (англ.) For technical and managerial leadership in the electronics industry. |
| 1996 | Норман Августін                         | За видатне та інноваційне корпоративне та технічне лідерство в аерокосмічній галузі, електроніці та оборонній промисловості Оригінальний текст (англ.) For distinguished and innovative corporate and technical leadership in aerospace, electronics and the defense industry. |
| 1997 | Гордон Мур                              | За світове лідерство у надвеликих інтегральних схемах та за новаторський внесок у технології інтегральних схем Оригінальний текст (англ.) For world leadership in very large scale integration, and for pioneering contributions in integrated circuit technology. |
| 1998 | Алан Рудж                               | За видатне лідерство в галузі телекомунікацій та за розвиток професії електротехніки та електронної інженерії Оригінальний текст (англ.) For distinguished leadership in the field of telecommunications and for advancement of the electrical and electronic engineering profession. |
| 1999 | Бенджамін Розен                         | За підтримку та підтримку, що призвели до створення понад 80 провідних фірм електроніки та комп'ютерів, що призвело до значного внеску в інженерну дисципліну, промисловість і суспільство Оригінальний текст (англ.) For the support and nurturing leading to the creation of more than 80 leading electronics and computer firms, resulting in significant contributions to the engineering discipline, industry and society. |
| 2000 | Боб Гелвін                              | За видатне лідерство у просуванні якості, технологічної досконалості та співпраці між урядом і приватним сектором, а також розширення застосування електроніки та комунікаційних технологій у всьому світі Оригінальний текст (англ.) For his distinguished leadership in promoting quality, technological excellence and cooperation between government and the private sector, and expanding the applications of electronics and communications technology globally. |
| 2001 | Роберт Фрош                             | За значний прогрес в аерокосмічних і автомобільних технологіях, промисловій екології, а також за кваліфіковане управління дослідженнями та розробками в промисловості, уряді та науковій галузі Оригінальний текст (англ.) For a career of significant advances in aerospace and automotive technology, and industrial ecology, and for skilled administration of R&D in industry, government and academia. |
| 2002 | Томас Юджин Евергарт                    | За внесок у сканувальну електронну мікроскопію та лідерство в наукових колах, послуги інженерним організаціям і за роль радника нації та промисловості Оригінальний текст (англ.) For contributions in scanning electron microscopy and for leadership in academia, service to engineering organizations and advisor to the nation and industry. |
| 2003 | Рей Стата                               | За лідерство в електронній промисловості завдяки інноваційному технологічному розвитку та далекоглядному внеску в підприємництво, управління та освіту Оригінальний текст (англ.) For leadership in the electronics industry through innovative technological development and visionary contributions in entrepreneurship, management and education. |
| 2004 | Мілдред Дресселгауз                     | За лідерство в багатьох галузях науки та техніки через дослідження та освіту, а також за винятковий та унікальний внесок у професію Оригінальний текст (англ.) For leadership across many fields of science and engineering through research and education, and for exceptional and unique contributions to the profession. |
| 2005 | Юджин Вонг                              | За лідерство в національних і міжнародних інженерних дослідженнях і технологічній політиці, за новаторський внесок у реляційні бази даних Оригінальний текст (англ.) For leadership in national and international engineering research and technology policy, for pioneering contributions in relational databases. |
| 2006 | Тошіхару Аокі                           | За видатне далекоглядне лідерство у глобальній стандартизації та комерціалізації широкосмугових мультимедійних мереж Оригінальний текст (англ.) For outstanding visionary leadership in global standardization and commercialization of broadband multi-media networks. |
| 2007 | Аніта Кетрін Джонс                      | За видатне лідерство в академічних дослідженнях і в керівництві науковими та інженерними дослідженнями в Міністерстві оборони Оригінальний текст (англ.) For outstanding leadership in academic research and in directing science and engineering research in the Department of Defense. |
| 2008 | Стівен Семпл                            | За лідерство у сфері вищої освіти та інженерної професії, а також за новаторський внесок у побутову електроніку Оригінальний текст (англ.) For leadership in higher education and the engineering profession, and for pioneering contributions to consumer electronics. |
| 2009 | Крейг Барретт                           | За сміливе, креативне та ефективне лідерство в електронній промисловості та просування освіти, досліджень, конкурентоспроможності та корпоративної відповідальності Оригінальний текст (англ.) For bold, creative, and effective leadership in the electronics industry, and promoting education, research, competitiveness and corporate responsibility. |
| 2010 | Пол Едвард Ґрей                         | За взірцеву кар'єру лідера в освіті, наукових дослідженнях і державній політиці Оригінальний текст (англ.) For an exemplary career of leadership in education, research and public policy. |
| 2011 | Джеймс Гіббонс                          | За лідерство в інженерних дослідженнях, освіті та управлінні, а також за наведення мостів між наукою та промисловістю Оригінальний текст (англ.) For leadership in engineering research, education and administration, and for building bridges between academia and industry. |
| 2012 | Факір Чанд Колі                         | За далекоглядність та новаторський внесок у розвиток ІТ-індустрії в Індії Оригінальний текст (англ.) For early vision and pioneering contributions to the development of the IT industry in India. |
| 2013 | Лео Беранек                             | За лідерство як співзасновника провідної консалтингової фірми, яка сформувала сучасну акустичну практику та заклала основу для Інтернету, а також за державну службу Оригінальний текст (англ.) For leadership as a co-founder of a premier consulting firm that shaped modern acoustical practice and laid the groundwork for the Internet, and for public service. |
| 2014 | Ерік Шмідт                              | За трансформацію глобального доступу до інформації завдяки його лідерству та технологічному внеску Оригінальний текст (англ.) For transforming global access to information through his leadership and technological contributions. |
| 2015 | Джеймс Пламмер                          | За лідерство у створенні та підтримці інноваційних, міждисциплінарних і глобально орієнтованих освітніх і дослідницьких програм Оригінальний текст (англ.) For leadership in the creation and support of innovative, interdisciplinary, and globally focused education and research programs. |
| 2016 | Нагорода не присуджувалась              | Нагорода не присуджувалась |
| 2017 | Такео Канаде                            | За новаторський і основоположний внесок у розвиток комп'ютерного зору та робототехніки в галузі автомобільної безпеки, розпізнавання облич, віртуальної реальності та медичної робототехніки Оригінальний текст (англ.) For pioneering and seminal contributions to computer vision and robotics for automotive safety, facial recognition, virtual reality, and medical robotics. |
| 2018 | Нараяна Мурті                           | За далекоглядне лідерство в «Infosys», що сприяє розвитку людства за допомогою технологій, а також за розвиток корпоративної етики та соціальної відповідальності Оригінальний текст (англ.) For visionary leadership at Infosys contributing to human progress through technology and for advancing corporate ethics and social responsibility. |
| 2019 | Робін Саксбі                            | За досягнення в розвитку глобально успішного підприємства електроніки з інноваційним підходом до ліцензування інтелектуальної власності Оригінальний текст (англ.) For achievements in developing a globally successful electronics enterprise with an innovative approach to licensing of Intellectual Property. |
| 2020 | Дженсен Хуанг                           | За далекоглядне керівництво NVIDIA та розробку графічних процесорів, що сприяє революції у галузі штучного інтелекту Оригінальний текст (англ.) For visionary leadership of NVIDIA and the development of GPU fueling the Artificial Intelligence revolution. |
| 2021 | Генрі Самуелв                           | За лідерство в дослідженнях, розробці та комерціалізації широкосмугового зв'язку та мережевих технологій із глобальним впливом Оригінальний текст (англ.) For leadership in research, development, and commercialization of broadband communication and networking technology with global impact. |
| 2022 | Джон Брукс Слотер                       | За керівництво та адміністрування: суттєве розширення інклюзії та расової різноманітності в інженерній професії в урядових, академічних та некомерційних організаціях Оригінальний текст (англ.) For leadership and administrationsignificantly advancing inclusion and racial diversity in the engineering professionacross government, academic,and nonprofit organizations. |
| 2023 | Родні Брукс                             | За лідерство в дослідженнях та комерціалізації автономної робототехніки, включаючи мобільних, гуманоїдних, сервісних та промислових роботів Оригінальний текст (англ.) For leadership in research and commercialization of autonomous robotics, including mobile, humanoid, service, and manufacturing robots. |
| 2024 | Цу-Дже Кінг Лю                          | За лідерство у розвитку та комерціалізації нанометрових напівпровідникових технологій та сприяння розвитку робочої сили в мікроелектроніці. Оригінальний текст (англ.) For leadership in the advancement and commercialization of nanometer semiconductor technologies and the promotion of microelectronics workforce development. |
| 2025 | Мунг Чіанг                              | За лідерство в академічних колах, промисловості та уряді, що сприяє розвитку комунікаційних мереж, виробництва напівпровідників та міжнародної співпраці в галузі передових технологій. Оригінальний текст (англ.) For leadership spanning academia, industry, and government propelling advances in communication networks, semiconductor manufacturing, and international cooperation in advanced technologies. |